# Ludwik Dąbrowski
Ludwik Emilian Dąbrowski (ur. 18 czerwca 1862 w Skawinie, zm. 24 maja 1933 w Krakowie) – doktor medycyny, generał brygady Wojska Polskiego.

## Życiorys
Młodość, służba w c. i k. armii
Ludwik Emilian Dąbrowski urodził się 18 czerwca 1862 w Skawinie, w rodzinie Józefa i Agnieszki z domu Kęskiewicz. Ukończył Gimnazjum św. Jacka w Krakowie, następnie doktoryzował się na Uniwersytecie Jagiellońskim. Po ukończeniu edukacji wstąpi do cesarskiej i królewskiej armii, jako zawodowy lekarz. Początkowo pracował we Lwowie. Później pełnił m.in. funkcje szefa sanitarnego 12 Dywizji Piechoty (1914–1916), szefa szpitali garnizonowych w Tarnowie, Nowym Sączu i Krakowie.
Służba w Wojsku Polskim
W Wojsku Polskim od 1 listopada 1918 roku, początkowo na stanowisku komendanta szpitala wojskowego w Krakowie. Od kwietnia 1919 roku zajmował stanowiska szefa sanitarnego w Dowództwie Okręgu Generalnego „Białystok”, Dowództwie Okręgu Etapowego „Wołkowysk”, Dowództwie Frontu Litewsko-Białoruskiego i Dowództwie Okręgu Generalnego „Lublin”. Od 3 stycznia 1921 pozostawał w rezerwie personalnej Okręgowego Szpitala Wojskowego w Krakowie. W 1922 został ponownie powołany do służby czynnej i wyznaczony na stanowisko zastępcy szefa Departamentu VIII Sanitarnego Ministerstwa Spraw Wojskowych w Warszawie. Z dniem 30 kwietnia 1923 został przeniesiony w stan spoczynku, w stopniu tytularnego generała brygady. 26 października 1923 Prezydent RP Stanisław Wojciechowski zatwierdził go w stopniu rzeczywistego generała brygady. Osiadł w Krakowie, gdzie zmarł. Pochowany na Cmentarzu wojskowym przy ul. Prandoty w Krakowie (kwatera 6 woj.-płd.-1).

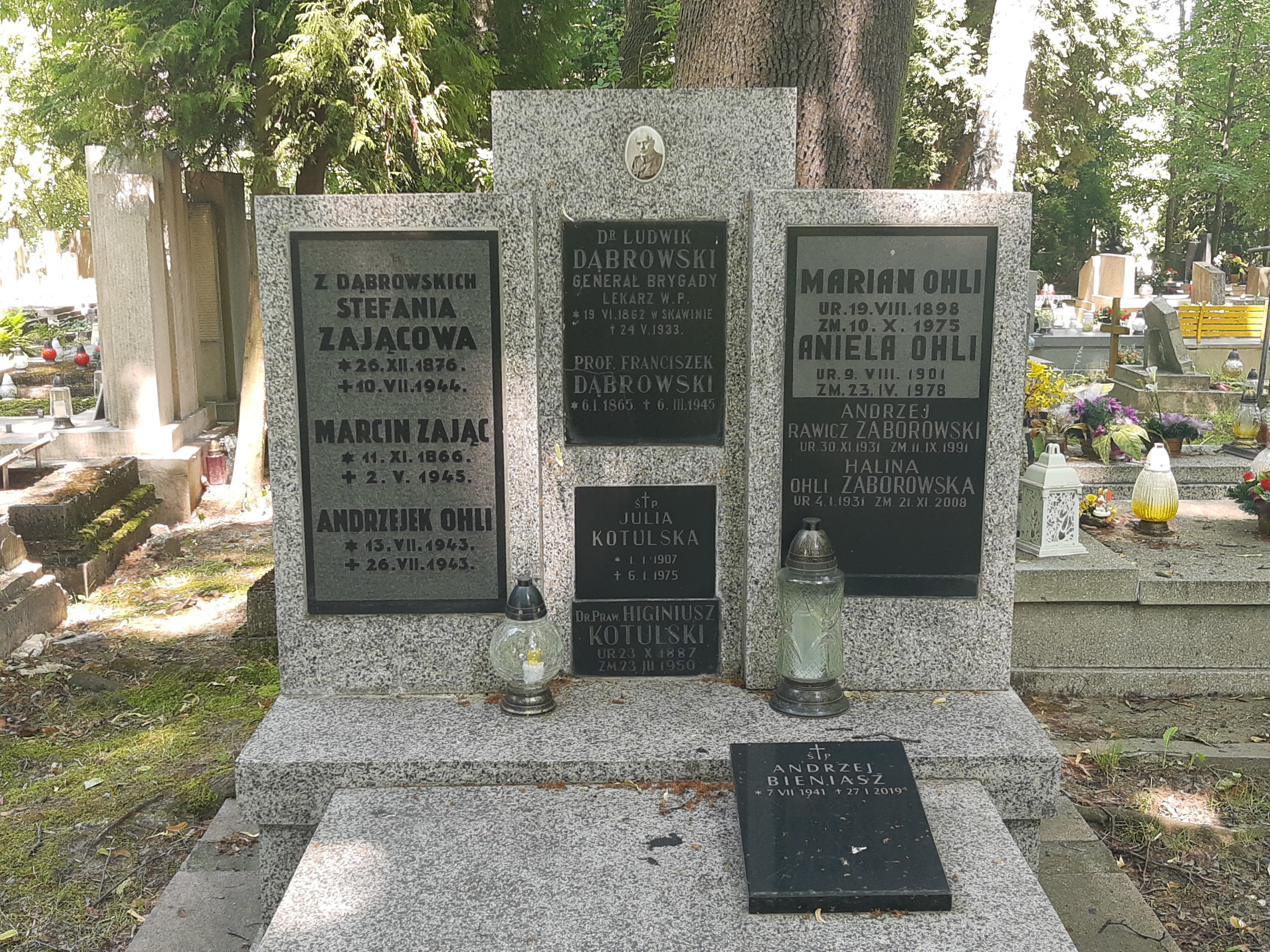
grób prof. Ludwika Dąbrowskiego na cmentarzu wojskowym przy ul. Prandoty w Krakowie

## Awanse
- porucznik (Oberarzt) – 1889
- kapitan (Regimentsarzt) – 1893
- major (Stabsarzt) – 1906
- podpułkownik (Oberstabsartzt 2. Klasse) – 1913
- pułkownik – 1918, zatwierdzony 29 maja 1920 w korpusie lekarskim z dniem 1 kwietnia 1920 w „grupie byłej armii austriacko-węgierskiej”
- tytularny generał brygady – 1920
- generał brygady – 26 października 1923 ze starszeństwem z dniem 1 czerwca 1919